# St. Georg und Cornelius (Nusbaum-Freilingen)

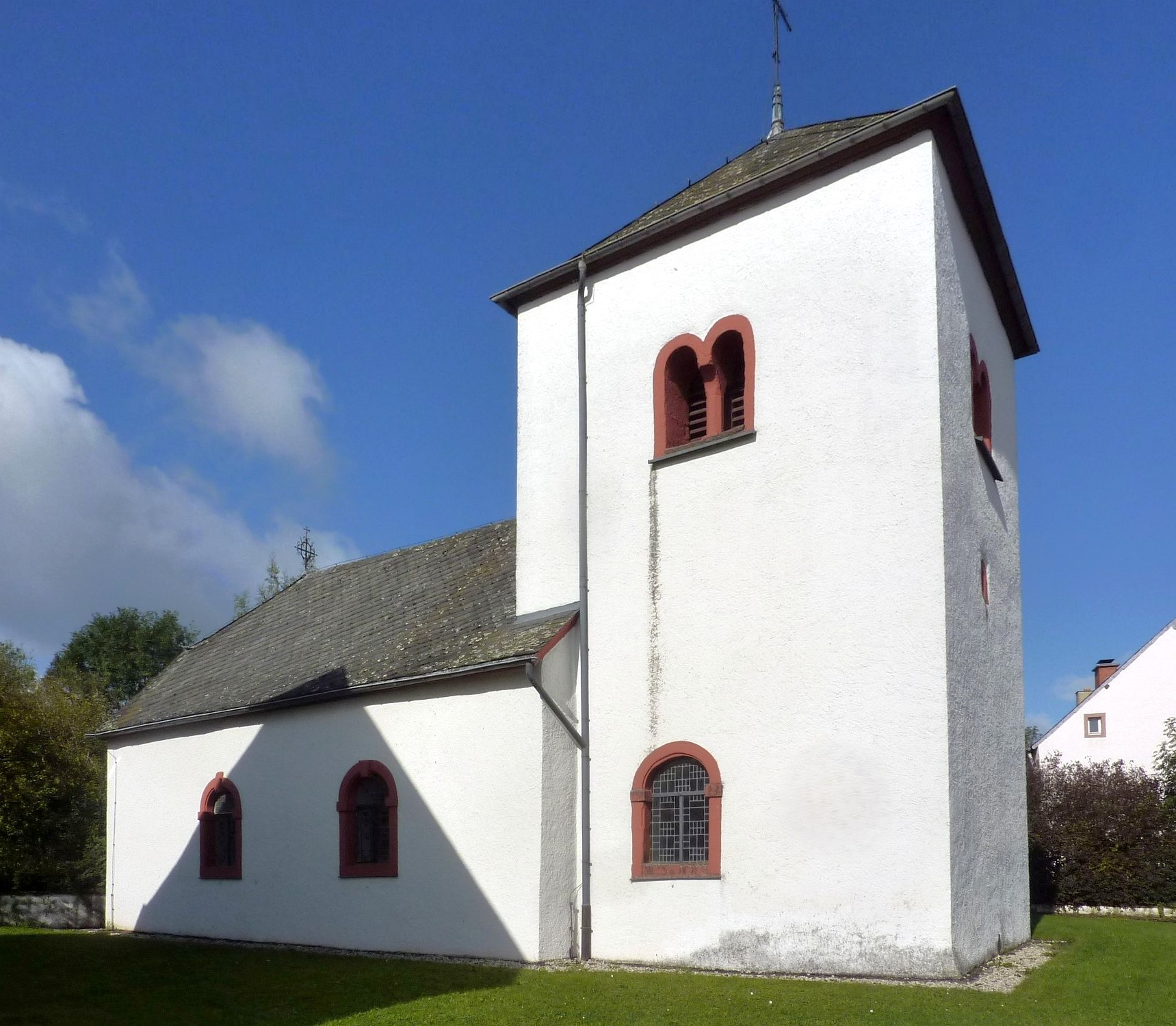
St. Georg und Cornelius

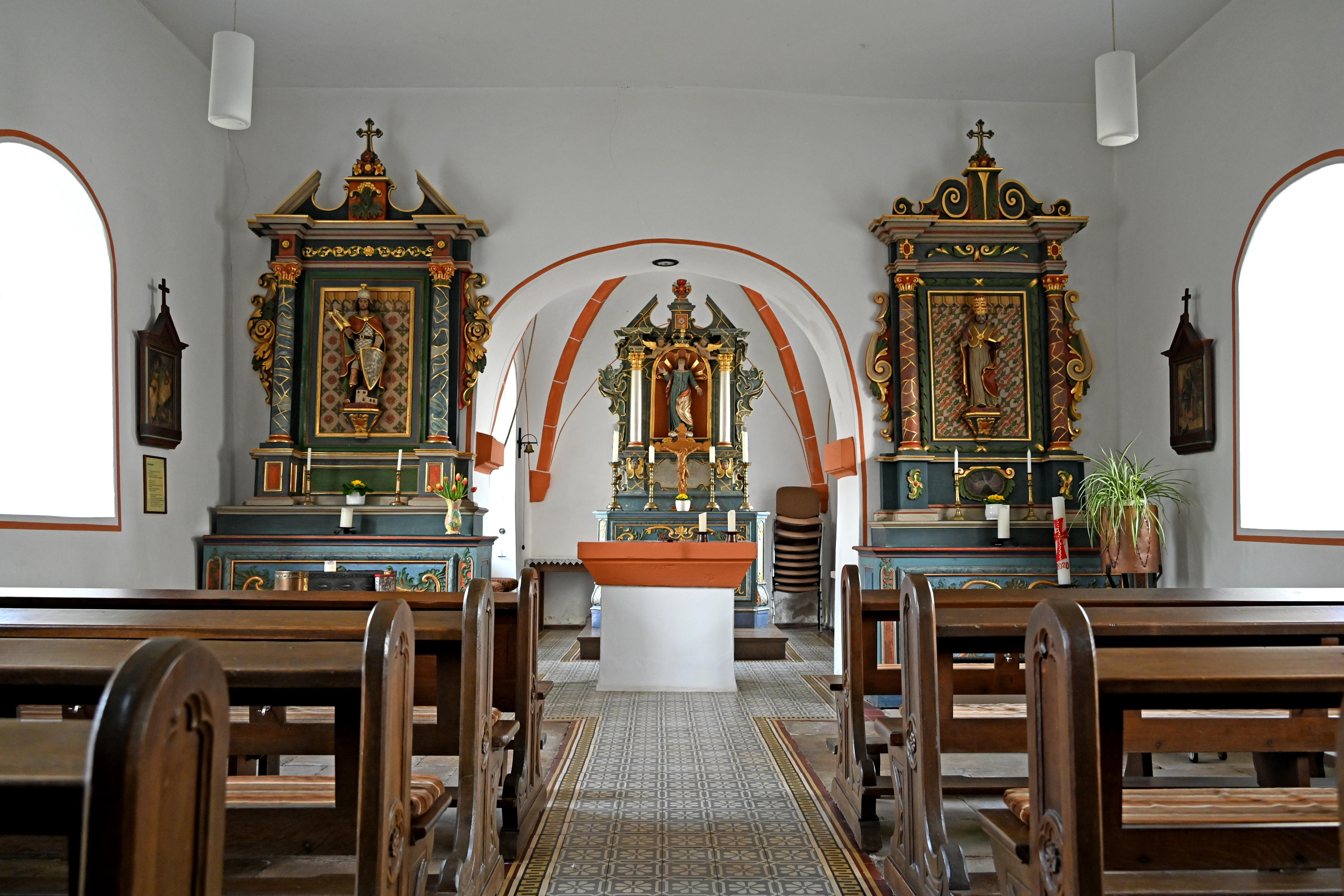
Innenraum nach Osten

St. Georg und Cornelius ist eine römisch-katholische Filialkirche in Freilingen in der Ortsgemeinde Nusbaum im Eifelkreis Bitburg-Prüm in Rheinland-Pfalz.

## Geschichte
Ältester Teil der Kirche ist der mittelalterliche Chorturm im Osten, der nicht sicher datiert ist. Das Dehio-Handbuch weist die Errichtung in die Zeit der Romanik, der Kunsthistoriker Ernst Wackenroder nennt keine Datierung. Möglicherweise entstand der Turm erst zur Zeit der Spätgotik. Diskutiert wird auch eine mögliche ältere Verwendung als Wehrturm. Bei einer Entstehung in gotischer Zeit wären die gekuppelten Schallarkaden im Obergeschoss somit nachromanisch. Das Innere des Altarraums im Untergeschoss ist kreuzgratgewölbt.

Eine Kapelle in Freilingen wurde zum ersten Mal in einem Visitationsprotokoll der Pfarrei Nusbaum 1570 erwähnt. Das Langhaus entstand möglicherweise im 18. Jahrhundert. In den 1980er Jahren fand eine grundlegende Renovierung statt.

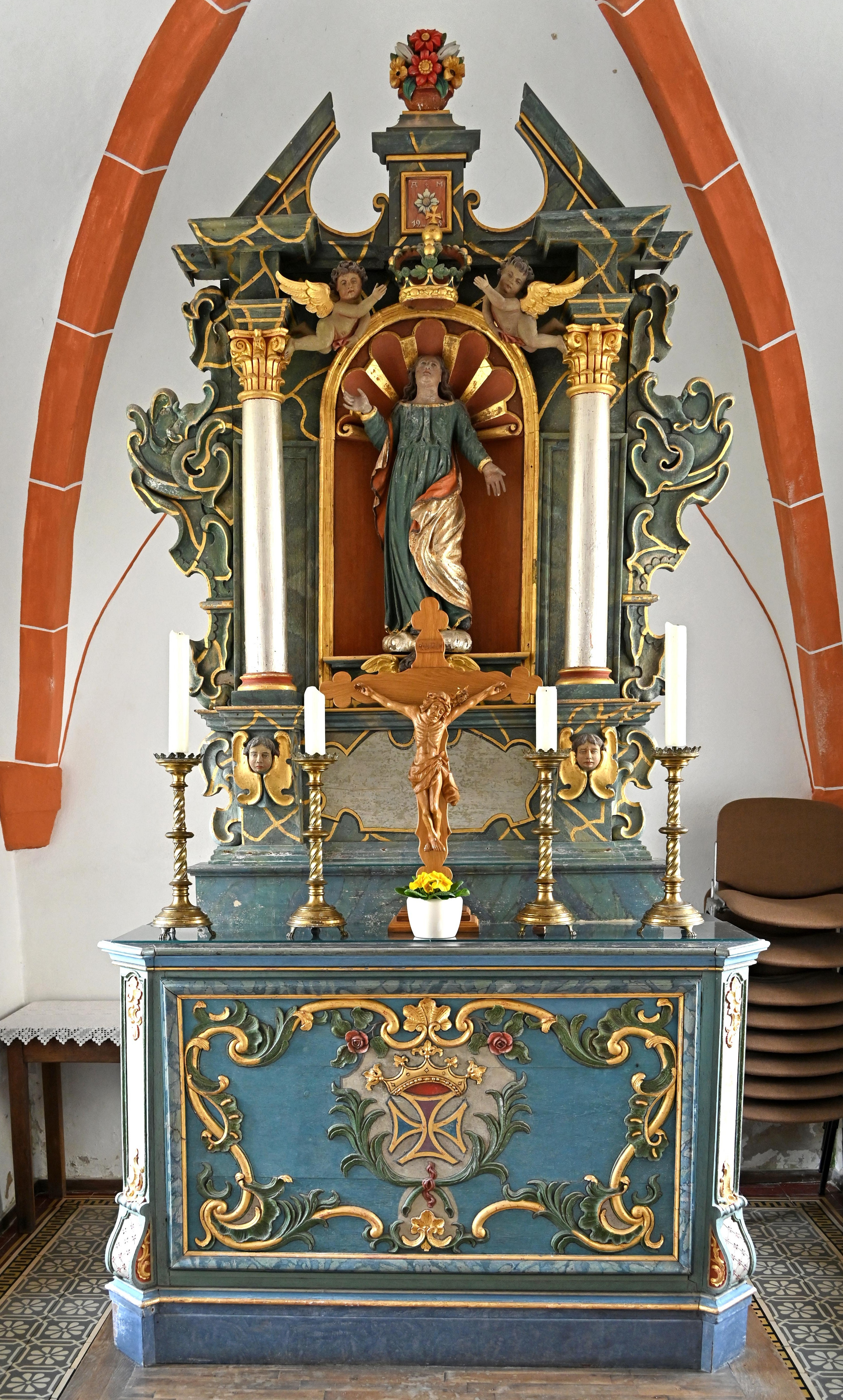
Barocker Hauptaltar
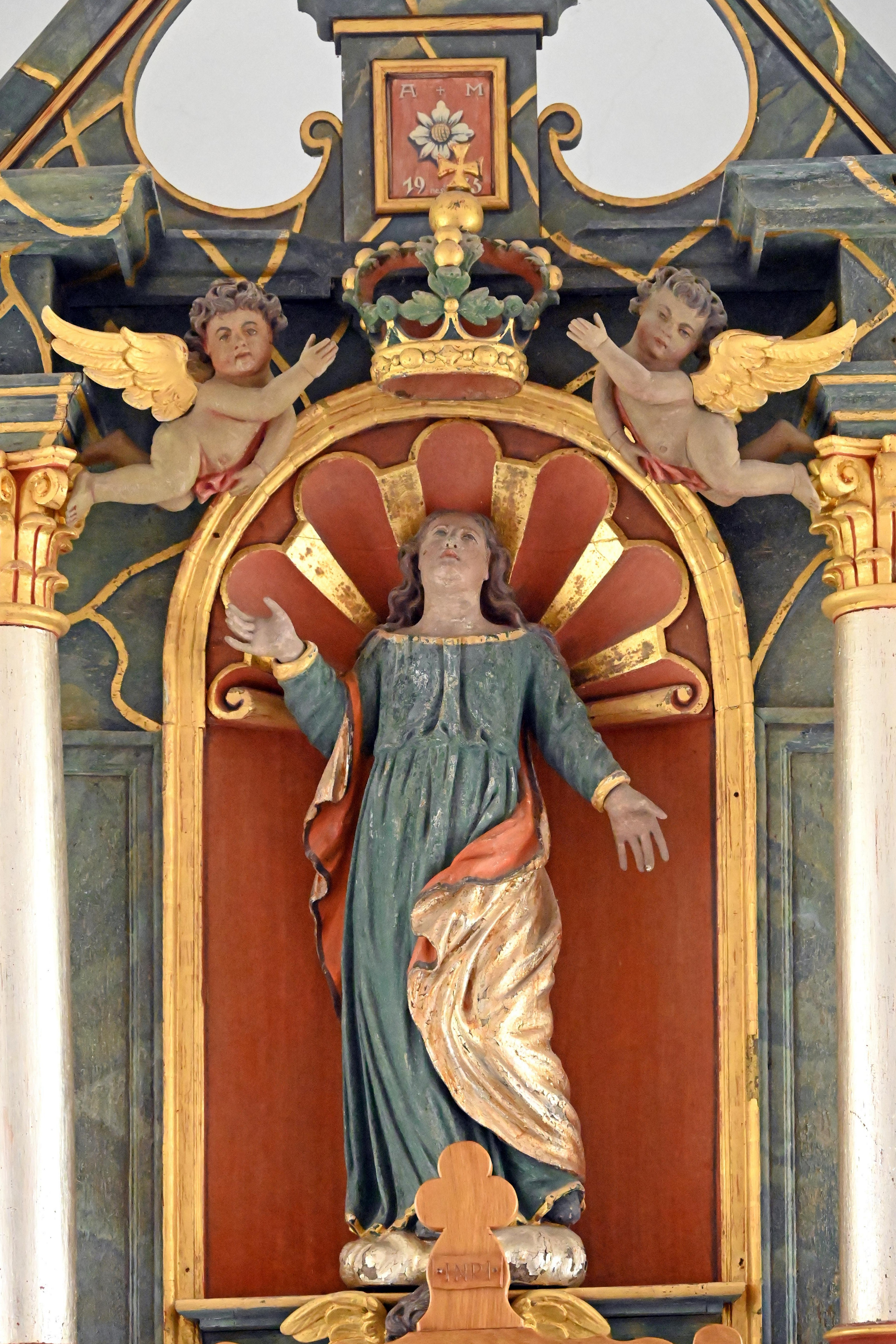
Marienkrönung
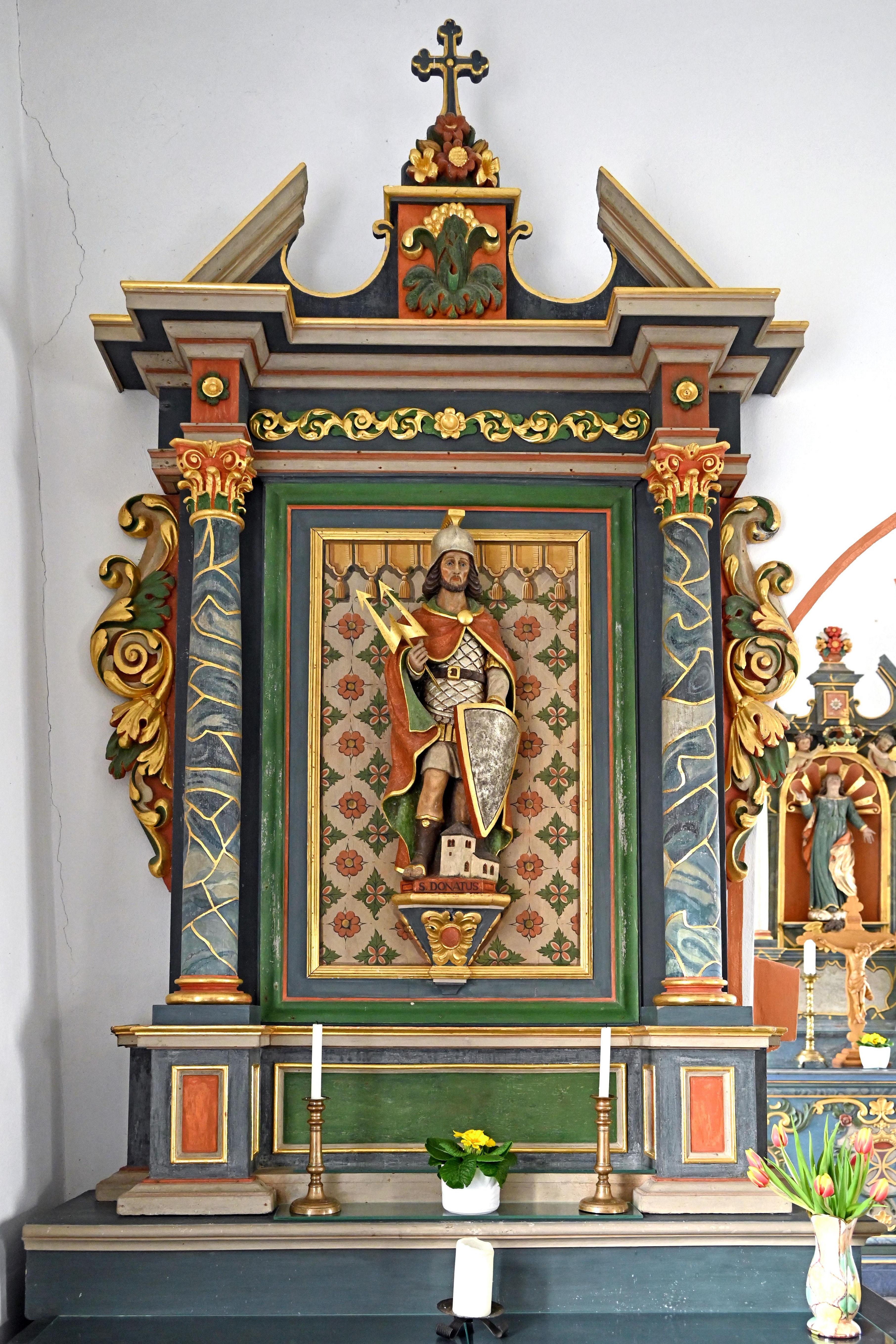
Donatus-Altar
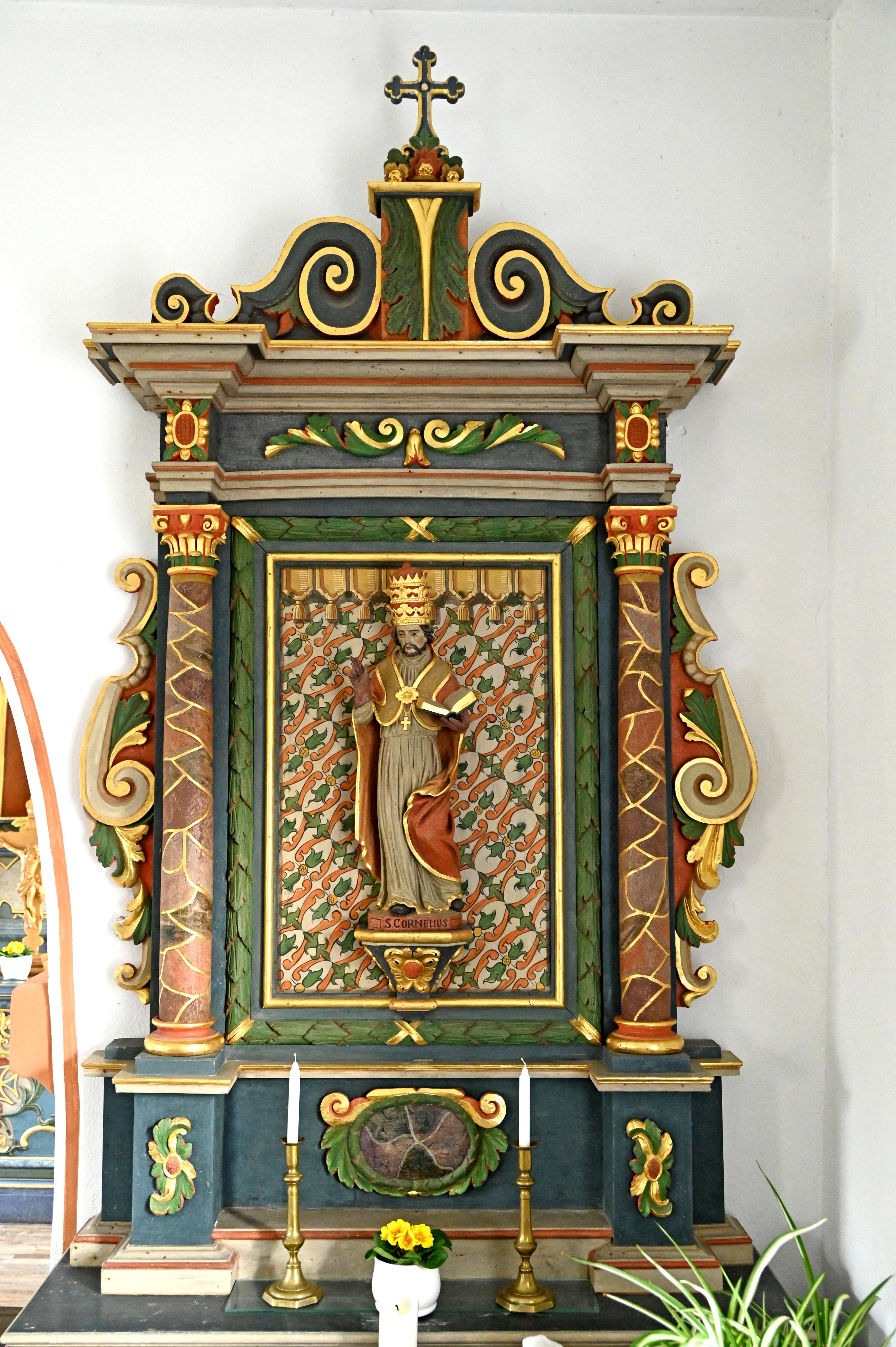
Cornelius-Altar
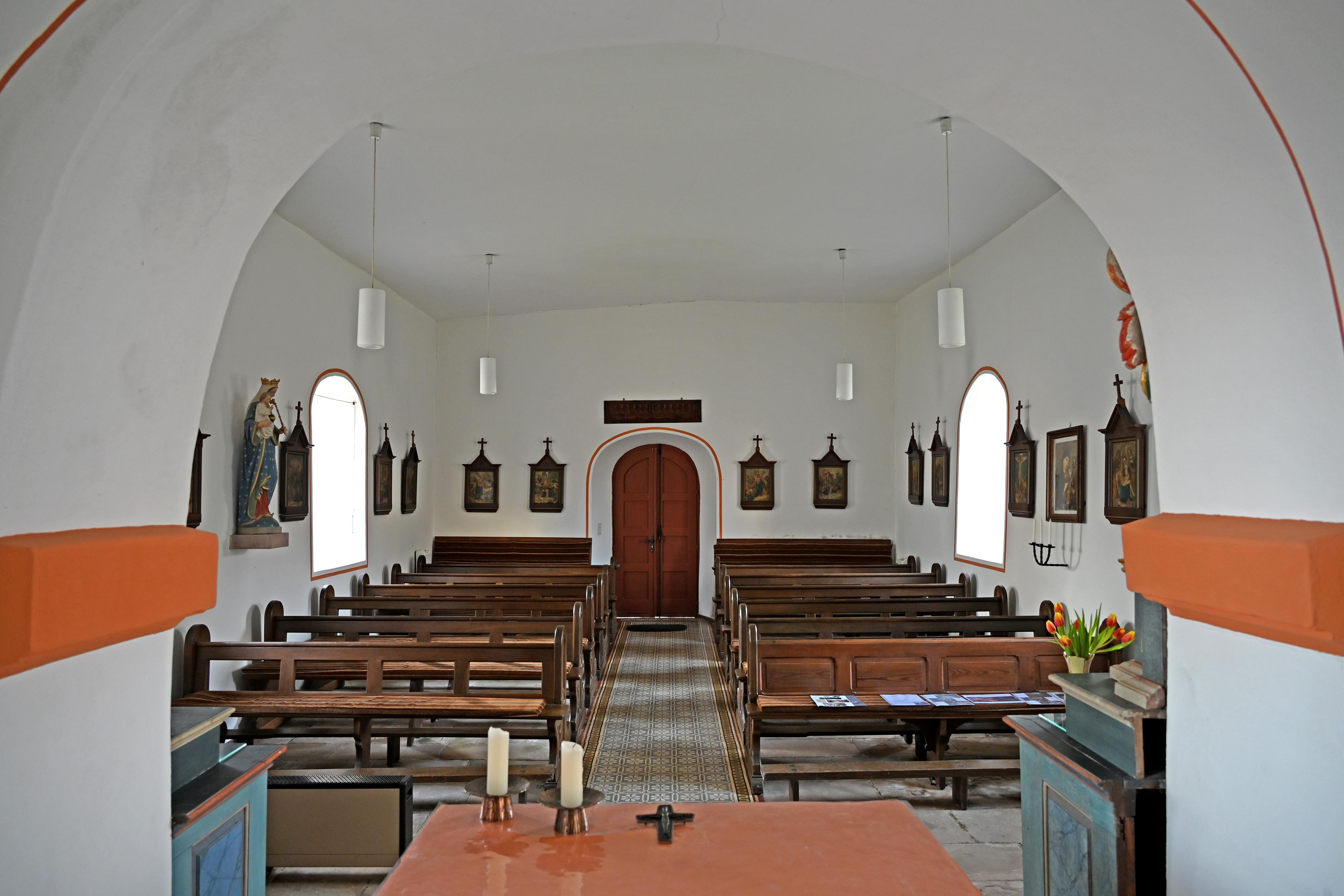
Kapellenraum